# Rielves
Rielves è un comune spagnolo di 535 abitanti situato nella comunità autonoma di Castiglia-La Mancia.